# Język garifuna
Język garifuna, także: black carib, caribe, central american carib, moreno – język z karibskiej grupy językowej (grupy języków arawackich) używany przez tzw. „Czarnych Karibów” w Hondurasie, Gwatemali, Belize, Nikaragui i USA.
W 2001 roku język garifuna, wraz z kulturą taneczno-muzyczną Garifunów, został proklamowany arcydziełem ustnego i niematerialnego dziedzictwa ludzkości, a w roku 2009 wpisany na listę niematerialnego dziedzictwa UNESCO.

## Opis
Około 190 tysięcy użytkowników posługuje się językiem Garifuna na terenie Hondurasu, Gwatemali, Belize, Nikaragui i USA, z czego 98 tysięcy użytkowników mieszka w Hondurasie, 65 tysięcy w USA, prawie 17 tysięcy w Gwatemali, niewiele ponad 12 tysięcy w Belize i 1500 w Nikaragui.
W Hondurasie i Nikaragui używany jest dialekt wschodni (skrócone wyrazy, opuszczane /r/) a w Gwatemali i Belize – zachodni. Mniej niż 100 osób posługuje się wyłącznie tym językiem. Dialekt zachodni uznawany jest za standardowy język literacki.
Część słownictwa używana jest tylko przez mężczyzn (leksyka głównie karibska), a część wyłącznie przez kobiety (słownictwo głównie pochodzenia arawackiego). Występuje wiele zapożyczeń z języków francuskiego, hiszpańskiego i angielskiego.